# ویلیام رمزدن
ویلیام رمزدن (انگلیسی: William Ramsden؛ ۳ اکتبر ۱۸۸۸ – ۱۶ دسامبر ۱۹۶۹) فرد نظامی اهل بریتانیا بود. وی همچنین برندهٔ جوایزی همچون صلیب نظامی شده‌است.